# Kriegsmarine
La Kriegsmarine (traduït ‘marina de guerra’) fou el nom de la marina alemanya entre 1935 i 1945, durant el règim del Tercer Reich, substituint la Reichsmarine. Els principals vaixells de guerra disponibles de la Kriegsmarine eren els submarins U-Boot, tres cuirassats de butxaca, dos cuirassats (Bismarck i Tirpitz), dos creuers (Scharnhorst i Gneisenau), tres creuers pesants, sis creuers lleugers, i diversos tipus de vaixells petits com destructors, torpediners, minadors, dragamines, canoners i S-boot. Dos antics cuirassats de la Primera Guerra Mundial eren usats principalment com a vaixells d'entrenament. La construcció d'un portaavions, el Graf Zeppelin, havia de començar el 1936, però mai va acabar de completar-se. Tot i que estava planejat un major rearmament de la marina de guerra (Pla Z), i inicialment començat, l'esclat de la guerra el 1939 va suposar que la immensa quantitat de recursos requerits per al projecte fos desviada a altres àrees. Hitler va fer més cas de l'opinió de Göring a l'hora de triar si vessar els seus esforços bèl·lics en vaixells o en avions.
La funció de la Kriegsmarine era simple: enfonsar transports, grans unitats, etc. aliades. Per dur a terme tal tasca, es van utilitzar centenars de submarins U-Boot, molt innovadors per l'època, que van enfonsar milers de Tn de vaixells aliats; i també es van utilitzar vaixells corsaris, que camuflaven entre la flota anglesa i la destruïen des de dintre.
Les principals accions en què la marina es va veure en acció, després dels bombardejos d'Almeria, València i Eivissa el 1937, van ser la invasió de Noruega l'abril de 1940 (on va patir grans pèrdues), la Batalla de l'Atlàntic i la batalla del Riu de la Plata. Alguns altres enfrontaments menors inclouen els enfonsaments dels següents vaixells: HMS Royal Oak, HMS Glorious, Bismarck, HMS Hood, Scharnhorst i Cap Arcona. La majoria de la flota de superfície va ser ancorada, per por de perdre-la en acció. A la darreria de 1944 i fins a la fi de la guerra però, va tornar a ser activada per donar suport artiller per a les forces de terra que es retiraven al llarg de les costes de la mar Bàltica i per evacuar refugiats, ferits i soldats cap a les parts occidentals d'Alemanya.
Després de la guerra, els pocs vaixells que quedaven a flota de la Kriegsmarine van ser dividits entre els guanyadors. Alguns (com l'inacabat Grafft Zeppelin) van ser usats com a blancs per a pràctiques d'artilleria mentre que altres (la majoria destructors) van ser posats en servei en les marines de França i la Unió Soviètica, ja que els mancaven vaixells de superfície després de la guerra. El 1956, amb la incorporació de l'Alemanya Federal a l'OTAN, es va establir una nova marina de guerra coneguda com a Marina Federal (Bundesmarine). Amb la reunificació d'Alemanya el 1990, es va decidir d'anomenar-la Marina Alemanya (Deutsche Marine).

## Estructura de comandament

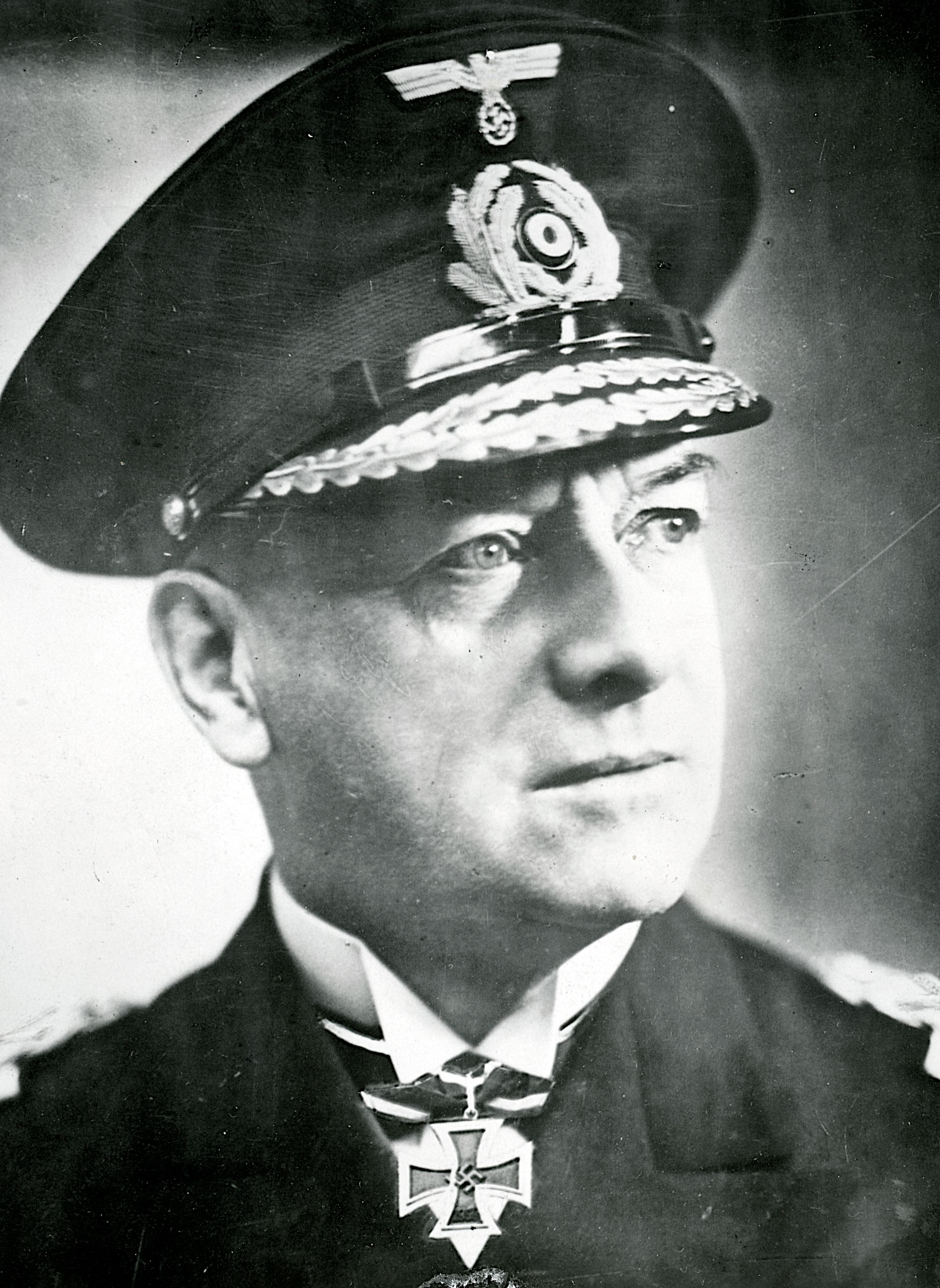
El Großadmiral Erich Raeder, comandant de la Kriegsmarine entre 1928 i 1943.

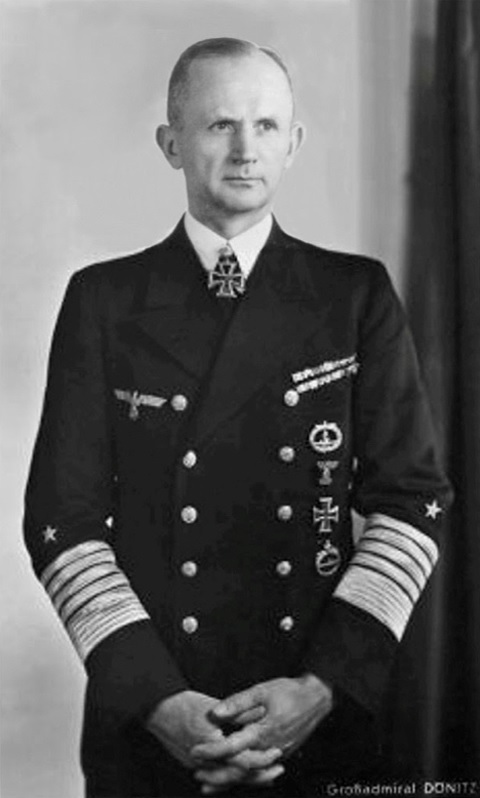
El Großadmiral Karl Dönitz, comandant de la Kriegsmarine entre 1943 i 1945.

Adolf Hitler era el comandant en cap de totes les Forces Armades alemanyes, inclosa la Kriegsmarine. L'Oberkommando der Marine o OKM n'exercia l'autoritat, amb un comandant en cap (Oberbefehlshaber der Kriegsmarine), un cap de l'estat major general naval (Chef der Stabes der Seekriegsleitung) i un cap d'operacions navals (Chef der Operationsabteilung).
L'Alt Comandament de la Kriegsmarine estava situat a la Shell House de Tirpitzufer (ara Reichpietschufer), de Berlín. En començar la guerra es traslladà a Lobetal. Els comandants de la Kriegsmarine van ser:
- Großadmiral Erich Raeder (1928-30/1/1943)
- Großadmiral Karl Dönitz (30/1/1943-30/4/1945)
- Generaladmiral Hans-Georg von Friedburg (1/5/1945 – 23/5/1945)
- Generaladmiral Walter Warzecha (23/5/1945 – 22/7/1945)

Per sota hi havia comandaments regionals, d'esquadró i de flotilla:

### Regions
Aquestes regions navals (comandades per un Generaladmiral estaven dividides segons les necessitats. Hi havia un Marineoberkommando per la Flota del Bàltic, Nord, Nordsee, Norwegen, Ost/Ostsee (antiga Baltic), Süd i West.

### Esquadrons
Cada tipus de vaixell tenia una estructura de comandament amb el seu propi Oficial de Bandera. Els comandaments eren cuirassats, creuers, destructors, submarins, torpediners, minadors, forces de reconeixement, forces de seguretat navals, grans canons i canons de mà.

### Flotilles
Les grans operacions navals eren comandades per un Flottenchef. Els comandaments eren, per la pròpia naturalesa, temporals.

## Història

### Orígens Post-I Guerra Mundial
Sota els termes del Tractat de Versalles, Alemanya només podia tenir una marina màxima de 150.000 membres, amb sis vaixells capitals de no més de 10.000 tones, sis creuers, 12 destructors, 12 llanxes torpedineres i sense submarins. Però abans que els nazis prenguessin el poder, Alemanya havia iniciat el seu rearmament naval amb l'avarament del primer cuirassat de butxaca, el cuirassat ''Deutschland'' el 1931. Però, el més significatiu de les limitacions de mides i pes és que els dissenyadors van perdre tot contacte amb la modernitat en un moment que s'albiraven grans canvis i en què les marines evolucionaven a tota velocitat. A diferència de l'exèrcit de terra o de l'aviació, la Reichsmarine no podia burlar les restriccions imposades entrenant els seus homes o construint les seves naus en altres països; havent d'acontentar-se en teoritzar.
Quan els nazis pujaren al poder el 1933, Hitler començà ben aviat a ignorar les restriccions de Versalles i accelerà el rearmament alemany. El Tractat Naval Angloalemany de 1935 va permetre a Alemanya construir una flota equivalent al 35% del tonatge de la flota de superfície britànica i del 45% del tonatge de submarins britànics; tot i que els cuirassats no podien superar les 35.000 tones. Aquell mateix any la Reichmarine va ser rebatejada com a Kriegsmarine.

### Creixement durant el període d'entreguerres
Després de la crisi de 1938 causada per l'ocupació alemanya de Txecoslovàquia, Alemanya abandonà tota pretensió de seguir lligada als tractats de limitació de la marina, en quedar Hitler convençut que havia arribat el moment d'accelerar el ritme de construcció naval, destinat a crear una armada que pogués operar a l'Atlàntic i fer front a Anglaterra.
Després d'una reunió convocada a correcuita per Hitler el 28 de març de 1938, Raeder ordenà que l'Estat Major d'Operacions que redactés un informe sobre la possibilitat de lliurar una batalla a Naval amb la Gran Bretanya, precipitant la creació del "Pla Z".
El Pla Z preveia la construcció d'una marina d'uns 800 vaixells entre 1939 i 1947. El programa de construcció incloïa:
- 10 cuirassats de nou disseny i creuers de batalla
- 4 portaavions
- 15 vaixells cuirassats (Panzerschiffe)
- 5 creuers pesats
- 44 creuers lleugers
- 158 destructor i torpedineres
- 249 submarins
- a més de nombroses naus menors

Els alemanys estaven convençuts que, un cop es completés el Pla, estarien en perfectes condicions de fer front a Gran Bretanya i, potser, als Estats Units a l'Atlàntic el 1944. Estava planejat que el personal de la Kriegsmarine passés a ser de 200.000.
Com que el ràpid creixement simultani del Heer i de la Luftwaffe exigien un esforç substancial i molts recursos, el programa naval planejat no estava gaire avançat quan va esclatar la Segona Guerra Mundial. La implementació només començà el gener de 1939, quan es van botar tres cuirassats classe H i dos creuers lleugers classe M. L'1 de setembre de 1939 la marina encara només disposava de 78.000 homes, i no era preparada per tenir un gran paper a la guerra. Com que les expectatives alemanyes eren d'una victòria ràpida a terra, el Pla Z va quedar postposat i els recursos van ser redirigits a la construcció d'U-boots.

### La Guerra Civil espanyola

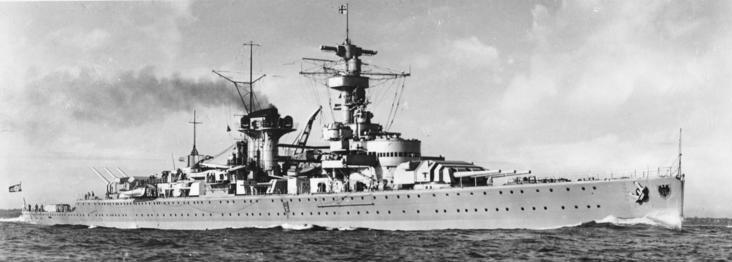
El cuirassat de butxaca Deutschland, 1938.

La primera acció militar de la Kriegsmarine arribà amb la Guerra Civil espanyola (1936-39). Després de l'esclat de les hostilitats al juliol de 1936 diverses naus alemanyes van ser enviades a la regió. El cuirassat de butxaca Deutschland, el cuirassat de butxaca Admiral Scheer i el creuer lleuger Köln van ser els primers a ser enviats ja el juliol de 1936. Aquests vaixells van ser acompanyats per la 2a Flotilla de Torpediners. Ostensivament, la presència alemanya va ser en suport als Nacionals de Franco, tot i que la participació immediata del Deutschland va ser en operacions humanitàries de rescat, portant 9.300 refugiats de la lluita, inclosos 4.550 alemanys.
Després de la mediació de la Patrulla Internacional de No-Intervenció per enfortir un embargament internacional d'armament, la Kriegsmarine va encarregar-se de patrullar la zona entre el cap de Gata i Orpesa. Nombrosos vaixells van dedicar-se a aquesta missió, inclòs el Admiral Graf Spee . Els submarins també participaren en accions encobertes contra la navegació republicana com a part de l'operació Úrsula. Com a mínim 8 submarins van atacar diversos objectius a la zona durant el conflicte (la Regia Marina tenia 58 submarins a la zona com a part de la Sottomarini Legionari). L'Incident del Deutschland el 29 de maig de 1937 el Deutschland davant l'Illa d'Eivissa per dos bombarders de la Força Aèria Republicana. El nombre total de baixes va ser de 31 morts i 110 ferits, 71 dels quals seriosament, la major part dels quals víctimes de cremades. En venjança, l'Admiral Scheer bombardejà el port d'Almeria el 31 de maig. Després de posteriors atacs dels submarins republicans contra el creuer Leipzig davant la costa d'Oran entre el 15 i el 18 de juny de 1937, Alemanya es retirà de la patrulla de no-intervenció, encara que va mantenir una presència contínua a la zona fins al final de les hostilitats.

### Segona Guerra Mundial

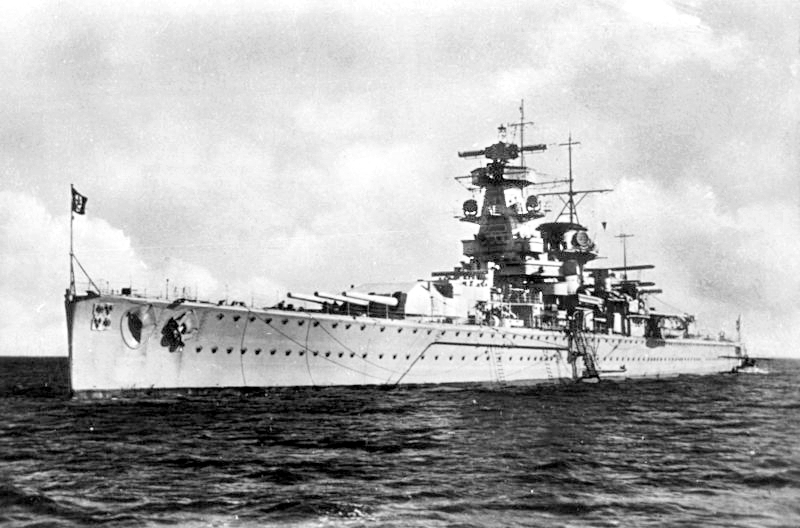
El Cuirassat de butxaca Admiral Graf Spee.

La Kriegsmarine va participar en la Segona Guerra Mundial des del seu esclat, combatent a la batalla de Westerplatte i a la de la badia de Danzig durant la campanya de Polònia. El 1939 les fites principals de la Kriegsmarine van ser l'enfonsament del portaavions britànic HMS Courageous i del cuirassat HMS Royal Oak, lamentant la pèrdua del cuirassat de butxaca Admiral Graf Spee a la batalla del Riu de la Plata. Els atacs dels submarins sobre les vitals rutes marítimes britàniques (Batalla de l'Atlàntic) començaren immediatament amb l'esclat de la guerra, tot i que tenien el desavantatge de la mancança de ports ben situats des d'on operar. Durant tota la guerra la Kriegsmarine va ser responsable de l'artilleria costanera que protegia els ports principals i les zones costaneres importants. També operava les bateries antiaèries que protegien els ports principals.
L'abril de 1940, la Kriegsmarine va participar enormement a la invasió de Noruega, on patí pèrdues significatives, inclòs el creuer pesant Blücher, enfonsat pels torpedes de la fortalesa d'Oscarsborg a Oslofjord, 10 destructors a la batalla de Narvik (la meitat dels destructors de què disposava Alemanya en aquells moments) i dos creuers lleugers. A canvi, la Kriegsmarine enfonsà diversos vaixells britànics durant aquesta campanya, inclòs el portaavions HMS Glorious.
Les pèrdues a la campanya de Noruega només deixaren un grapat de vaixells il·lesos disponibles per a la planejada, però mai no executada, invasió de la Gran Bretanya (operació Lleó Marí) a l'estiu de 1940. Hi havia dubtes seriosos sobre si les rutes de la invasió podrien haver estat protegides davant les escomeses de la Royal Navy. La caiguda de França i la conquesta de Noruega donaren als U-boots moltes bases per dirigir-se a les rutes de navegació britàniques a l'oceà Atlàntic. A l'inici, els combois britànics no disposaven de prou escortes ni en quantitat ni en equipament i, com a resultat, els submarins van tenir grans èxits amb molt poques pèrdues (aquesta època va ser anomenada els Temps Feliços ("Die Glückliche Zeit")
| «                    | L'única cosa que realment m'espantava durant la guerra era el perill dels submarins alemanys […] En aquells moments perillava la nostra línia vital […] Fins a quin punt la guerra contra els submarins alemanys reduiria les nostres importacions i els nostres transports? S'arribaria en algun moment fins a l'extrem d'acabar amb la nostra vida? Això no es materialitzava en gestos o sensacions, sinó només en el traçat lent i fred de línies sobre un mapa, que indicaven la possibilitat d'un estrangulament. | » |
| — Winston Churchill. | |   |

| «              | La guerra naval no va ser compresa. Entre nosaltres no es donà, com a l'estat anglès, als seus organismes de defensa i al propi poble britànic en el seu conjunt, el concepte i comprensió de la batalla de l'Atlàntic. Dirigíem, més aviat, els nostres interessos cap a les batalles terrestres que tenien lloc al continent. Com que aquestes es guanyaven, es creia que amb elles s'anava vencent la potència naval britànica. El que a les immensitats de l'Atlàntic estiguessin lliurant uns pocs submarins alemanys el combat decisiu contra el Regne Unit no ho comprenia, malauradament, la Comandància de les Forces Armades alemanys ni tampoc l'Estats, que només tenien mires continentals. | » |
| — Karl Dönitz. | |   |

Itàlia entrà a la guerra al juny de 1940, iniciant-se la batalla de la Mediterrània: entre setembre de 1941 a maig de 1944 uns 62 U-boots van ser enviats allà, entrant furtivament a la Mediterrània passant davant la base britànica de Gibraltar. Els submarins de la Mediterrània enfonsaren 24 vaixells grans aliats (inclosos 12 destructors, 4 creuers, 2 portaavions i un cuirassat) i 94 mercants (449.206 tones). Cap d'aquests submarins va poder tornar a les seves bases, car o bé van ser enfonsats en combat o bé van ser destruïts per les seves tripulacions en acabar la guerra.
El 1941 un dels grans quatre cuirassats moderns alemanys, el Bismarck enfonsà el HMS Hood mentre que s'endinsava a l'Atlàntic per atacar el comerç. Dies després el Bismarck va ser enfonsat per forces britàniques molt superiors després de ser malmès per un torpede llançat des d'un avió, i va ser enfonsat l'endemà després de quedar indefens davant dos cuirassats britànics. Quan arribà la notícia a Berghof, Hitler s'indignà enormement contra els comandants de la Kriegsmarine, prohibint que cap unitat de superfície salpés sense el seu consentiment exprés.
Durant 1941, la Kriegsmarine i la Marina dels Estats Units esdevingueren bel·ligerants de facto, tot i que la guerra no havia estat formalment declarada, amb l'enfonsament del USS Reuben James. Aquesta hostilitat era el resultat de la decisió americana d'ajudar els britànics amb el seu programa de Préstec-Arrendament i la decisió d'escortar els combois amb vaixells de guerra americans per la meitat occidental de l'Atlàntic.

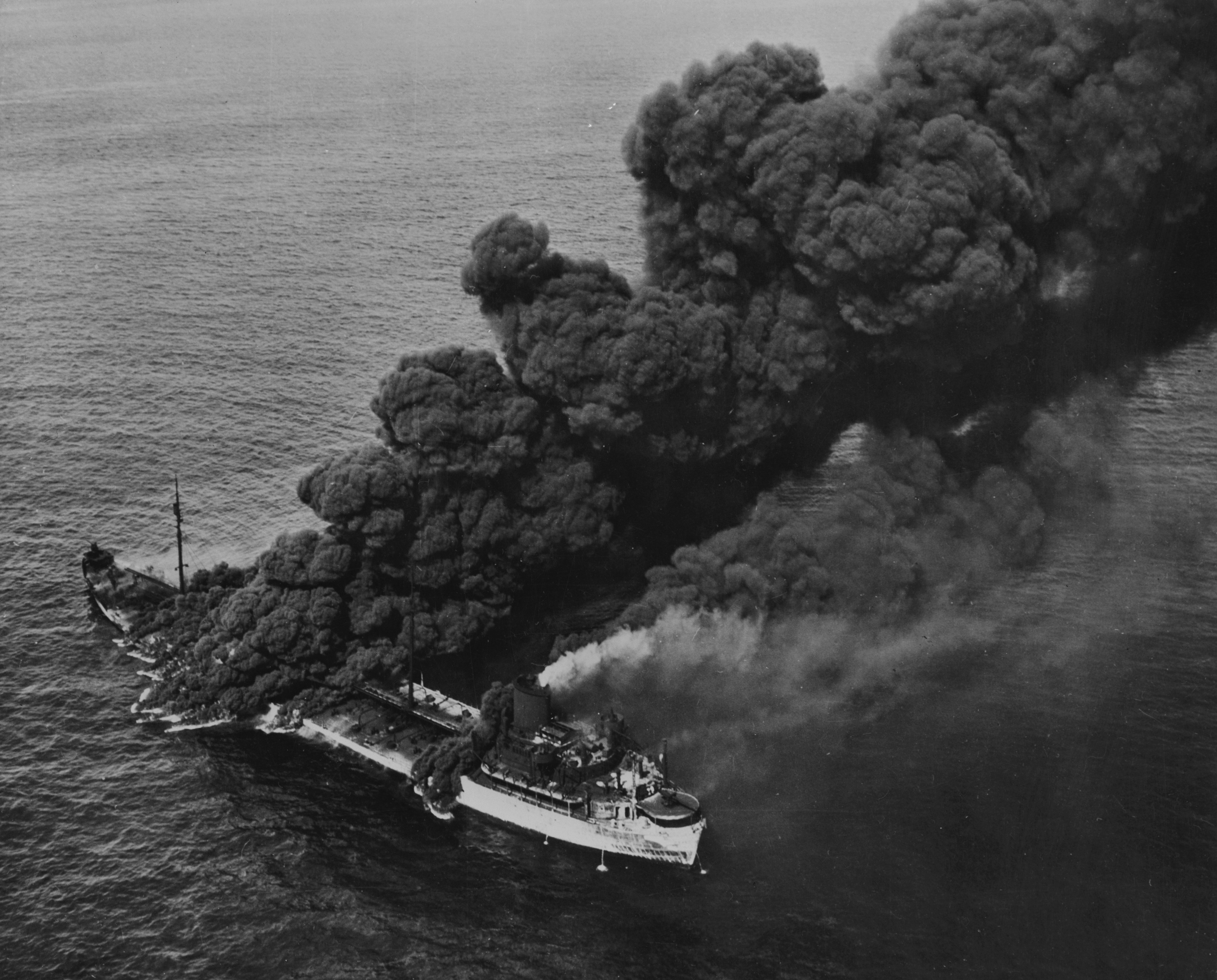
El petroler, MS Pennsylvania Sun, torpedinat pel U 571 el 15 de juliol de 1942

L'atac a Pearl Harbor fet pels japonesos i la subseqüent declaració de guerra alemanya contra els Estats Units al desembre de 1941 comportaren una nova fase a la batalla de l'Atlàntic. A l'operació Repic de Tambor i a les operacions posteriors fins a l'agost de 1942, una gran quantitat de mercants aliats van ser enfonsats pels U-boots davant les costes americanes, les quals no estaven preparades per la guerra submarina, malgrat els consells britànics (van ser els anomenats Segons Temps Feliços  per la Kriegsmarine).
| «                                              | Llàstima que davant de Nova York no tingui amb mi dos grans submarins per minar tota la zona i que aquesta nit no m'acompanyin 10 o 20 submarins, doncs estic segur que tots hauríem aconseguit èxits molt satisfactoris. He pogut comptar una vintena de mercants, alguns amb els llums de posició encesos, que es mantenen molt a prop de la costa | » |
| — Oblt. Reinhard Hardegen, comandant del U-123 | |   |

| «                                                                                        | Les pèrdues degudes als submarins a la nostra costa atlàntica amenacen greument els nostres esforços. Aquestes xifres atrauen la meva atenció: dels 74 bucs assignats als transports de l'exèrcit, 17 han resultat enfonsats abans de juny. El 22% de la flota dedicada al transport de bauxita ha estat destruït, igual que el 20% de la de Puerto Rico. Les pèrdues en petrolers venen representant mensualment el 3,5% del tonatge en servei... Molt em temo que en un mes o dos a aquest ritme paralitzin els nostres mitjans de transport, arribant al punt d'impedir-nos traslladar homes i avions suficients fins a les zones crítiques i que tinguin una influència decisiva a la guerra | » |
| — General George Marshall en un memorant dirigit a l'almirall King el 19 de juny de 1942 | |   |

La situació esdevingué tan seriosa que l'alt comandament militar aliat temé per tota l'estratègia aliada. Però la immensa capacitat de construcció naval americana va fer que aviat botessin més naus que les que els submarins alemanys eren capaços d'enfonsar. El 1942, la guerra submarina continuà a tots els fronts, i quan les tropes de la Wehrmacht arribaren al mar Negre, alguns submarins van ser destinats allà.
Hitler, tement una invasió britànica de Noruega, obligà els comandants de la Kriegsmarine a traslladar els seus grans vaixells ancorats al port francès de Brest fins a Noruega. Així, els cuirassats Scharnhorst i Gneisenau i el creuer pesant Prinz Eugen naveguessin pel Canal de la Mànega (Operació Cèrber) dirigint-se cap a Noruega malgrat els esforços britànics per aturar-los. Va ser la primera vegada des de laArmada Invencible el 1588 que vaixells de guerra han aconseguit fer-ho. Va ser una victòria tàctica pels alemanys i un cop per la moral britànica, però al final els alemanys van perdre qualsevol possibilitat d'atacar els combois aliats amb vaixells de superfície a l'Atlàntic a causa de la decisió de Hitler.
| «                             | Encara que l'empresa suscità admiració, i no menys a Anglaterra, significà, però, la renúncia a la guerra oceànica i facilità la situació de la flota britànica a una època especialment difícil per a ella. | » |
| — Vicealmirall Friedrich Ruge | |   |

Amb l'atac alemany contra la Unió Soviètica al juny de 1941 Gran Bretanya començà a enviar combois per a l'Àrtic amb material militar en ajut al seu nou aliat. El 1942 Alemanya començà a atacar aquests combois, principalment amb bombarders i U-boots. Els grans vaixells de la Kriegsmarine ancorats a Noruega gairebé no participaren en aquests atacs, car Hitler i els caps de la Kriegsmarine temien perdre algun dels seus preciosos vaixells. De tots ells, l'atac més efectiu va ser la pràctica destrucció del comboi PQ 17 al juliol de 1942; però a mesura que la guerra avançava aquests atacs quedaren reduïts a les activitats dels U-boots, i la gran massa de naus aliades arribaren als seus destins als ports soviètics.
| «                   | Hauríem patit desastres molt pitjors si els alemanys haguessin enviat les seves grans naus de superfície a fer incursions a l'Atlàntic, però Hitler estava obsessionat amb la idea que teníem intencions d'envair ben aviat el nord de Noruega. Sense poder treure's aquesta idea del cap, sacrificà una oportunitat fabulosa i concentrà en aigües noruegues totes les naus de superfície disponibles i molts submarins valuosos. Deia que "Noruega era la zona on es decidirà el destí d'aquesta guerra" […] En va els almiralls advocaren per una ofensiva naval. El seu Führer es va mantenir inflexible i la seva decisió estratègica queda reforçada per la mancança de combustible. | » |
| — Winston Churchill | |   |

La batalla del Mar de Barents al desembre de 1942 va ser un intent alemany per atacar un comboi a l'Àrtic; però va resultar un fracàs i tornaren a la base (el comboi fugí il·lès i les pèrdues alemanyes eren més importants que les britàniques). Aquesta decisió comportà serioses implicacions: el fracàs enfurismà Hitler, que decidí desballestar la flota de superfície. Davant d'aquesta ordre, el 6 de gener de 1943 el Großadmiral Raeder va dimitir; i el 30 de gener va rebre el càrrec honorífic d'inspector general de la Marina i l'almirall Dönitz va ser nomenat comandant de la Kriegsmarine. Els seus recursos van ser dirigits als nous U-boots, i la flota de superfície esdevingué una amenaça menor pels Aliats.

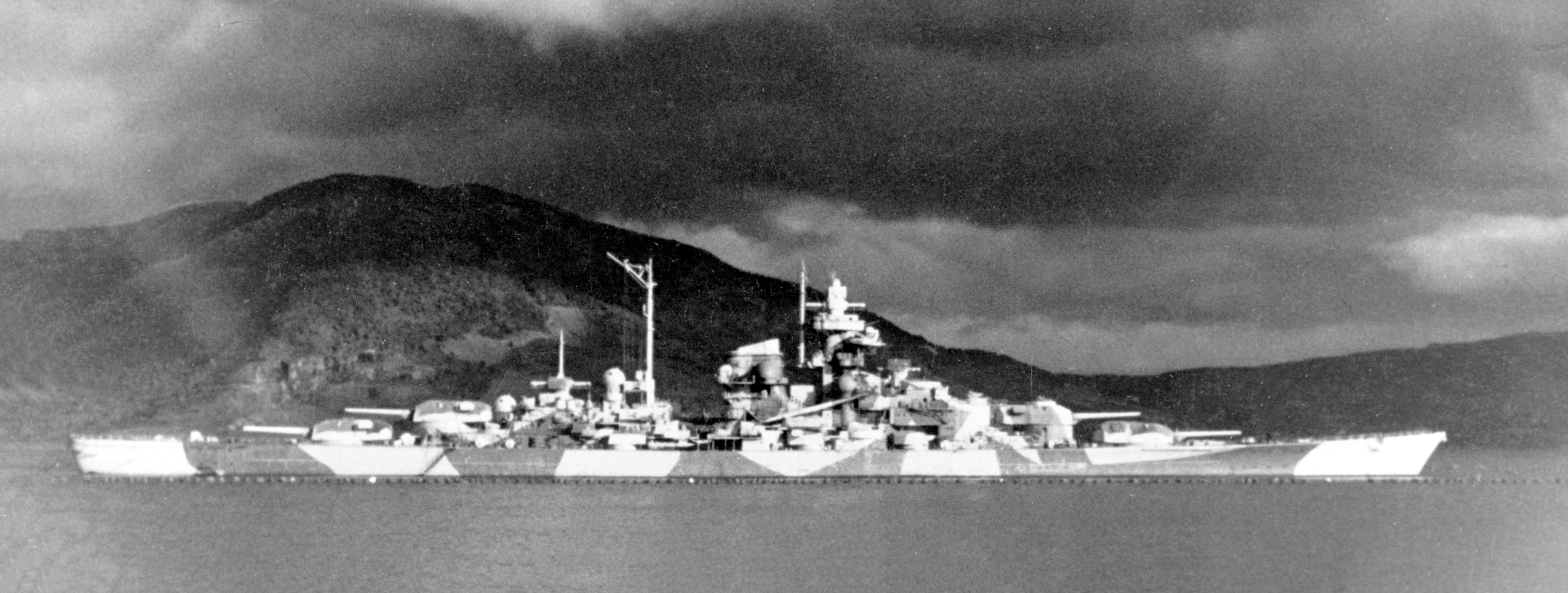
El cuirassat Tirpitz a Noruega, 1944.

Després del desembre de 1943, quan el Scharnhorst va ser enfonsat durant un atac a un comboi àrtic a la batalla del Cap Nord pel HMS Duke of York, la majoria dels vaixells de superfície alemanys van quedar bloquejats a les seves bases davant el temor que fossin enfonsats en acció i per tal de lligar les forces navals britàniques. El major de tots els, el cuirassat Tirpitz, va ser estacionat a Noruega com a amenaça a la navegació aliada i també com a defensa davant una potencial invasió aliada. Quan, després de diverses temptatives, va ser enfonsat al novembre de 1944 per bombarders britànics (operació Catecisme), diversos vaixells capitals britànics van poder ser enviats a l'Extrem Orient.
Des dels darrers mesos de 1944 i fins al final de la guerra, la flota de superfície supervivent de la Kriegsmarine (creuers pesants:  Scheer,  Lutzow, Admiral Hipper, Prinz Eugen; creuers lleugers Nürnberg, Köln, Emden) van ser emprats per donar suport artiller a les tropes terrestres en retirada per la costa del Bàltic i per transportar refugiats civils cap als ports occidentals alemanys (Mecklenburg, Schleswig-Holstein) en grans operacions de rescat. Grans masses de població de l'Alemanya Oriental fugia davant l'arribada imminent de l'Exèrcit Roig i el temor a la seva venjança. La Kriegsmarine evacuà prop de 2 milions de civils i militars durant l'evacuació de Prússia Oriental i Danzig entre gener i maig de 1945 (operació Anníbal). Va ser durant aquestes missions que tingueren lloc els catastròfics enfonsaments del Wilhelm Gustloff i del Goya en mans dels submarins soviètics, mentre que el va ser enfonsat pels bombarders britànics, amb centenars de víctimes a cadascun d'ells. La Kriegsmarine també col·laborà en l'evacuació de civils de Pomerània i Stettin al març i a l'abril de 1945.
Una mesura desesperada de la Kriegsmarine per combatre la força superior dels Aliats des de 1944 va ser la formació de les Kleinkampfverbände (Unitats de Batalla Menors). Eren unitats especials amb homes granota, torpedes manuals, motores carregades d'explosius, etc. De totes aquestes armes i unitats la més efectiva va ser el desenvolupament de minisubmarins com el Molch i el Seehund. En la darrera etapa de la guerra, la Kriegsmarine també organitzà diverses divisions d'infanteria amb el seu personal.
Entre 1943 i 1945, alguns submarins coneguts com el "Monsun Gruppe" operaren a l'oceà Índic des de bases japoneses a les Índies Orientals Neerlandeses i Malàisia. En aquelles aigües no s'havien organitzat els combois, de manera que inicialment aconseguiren enfonsar diversos vaixells; però aquesta situació no trigà a solucionar-se. Durant els darrers anys de la guerra, el Monsun Gruppe també va emprar-se com a naus de transport pels subministraments vitals amb el Japó.
Durant 1943 i 1944, a causa de les tàctiques antisubmarines aliades i la millora de l'equipament, els U-boots començaren a patir greus pèrdues: hi contribuïren el radar, la cobertura aèria de llarg abast, el sonar, la millora de les tàctiques i el nou armament. El desenvolupament tècnic alemany, com el Snorkel, intentà posar remei a aquesta situació. Cap al final de la guerra, un petit nombre dels nous U-boats Elektroboot (els tipus XXI i XXII) esdevingueren operatius, sent els primers submarins dissenyats per operar sempre submergits. Tot i que eren molt pocs i era massa tard perquè causessin un impacte en el transcurs de la guerra, els Elektroboote van tenir el potencial per negar als Aliats l'avantatge tecnològic i tàctic.

#### Principals operacions de guerra de la Kriegsmarine
- Wikinger (1940) — Incursió dels destructors alemanys al Mar del Nord
- Weserübung (1940) — Invasió alemanya de Dinamarca i Noruega.
- Juno (1940) — Operacions navals alemanyes per destorbar els subministraments aliats cap a Noruega.
- Nordseetour (1940)—Primera incursió a l'Atlàntic de l'Admiral Hipper.
- Berlín (1941) — Travessia atlàntica dels creuers Scharnhorst i Gneisenau.
- Rheinübung— Atatcs planejats alemanys contra la navegació aliada duts a terme pel Bismarck i pel Prinz Eugen.
- Doppelschlag (1942) — Operació contra la navegació a Nova Terra pel Admiral Scheer i pel Admiral Hipper.
- Sportpalast — Operació naval alemanya avortada per atacar els combois de l'Artic PQ-12 i QP-8
- Rösselsprung (1942) — Operació naval alemanya per atac el comboi PQ-17 a l'Àrtic
- Wunderland (1942) — Operació alemanya contra la navegació al Mar de Kara pel Admiral Scheer
- Paukenschlag (1942) — Campanya submarina alemanya contra la navegació a la Costa Est dels Estats Units
- Regenbogen (1942) — Atac fracassat alemany contra el comboi JW-51B a l'Àrtic, pel Admiral Hipper i el Lutzow
- Cerberus (1942) — Fugida de les principals naus alemanyes des de Brest fins als ports d'Alemanya
- Ostfront (1943)—Operació final del creuer Scharnhorst per interceptar el comboi JW-55B
- Domino (1943) — Segona sortida a l'Àrtic avortada pel Scharnhorst, el creuer Prinz Eugen i destructors
- Zitronella (1943) — Atac alemany contra l'estació anglo-noruega de Svalbard
- Deadlight (1945) – Desballestament dels U-boots en la postguerra

### Divisió de postguerra
Després de la guerra, la flota de superfície alemanya que encara surava (únicament quedaven operatius els creuers Prinz Eugen i Nürnberg i una dotzena de destructors) van ser repartits entre els vencedors. Els Estats Units van fer servir el Prinz Eugen als experiments atòmics de Bikini el 1946 com a vaixell objectiu. Alguns (com l'inacabat portaavions Graf Zeppelin) van emprar-se com a objectius per a pràctiques amb armament convencional, mentre que d'altres (principalment els destructors i les llanxes torpedineres) van ser posats en servei a les diverses marines aliades que anaven mancades de vaixells de superfície després de la guerra. Les marines britànica, francesa i soviètica reberen els destructors, i algunes torpedineres van ser per les marines danesa i noruega. Per a la neteja de les zones minades, la Royal Navy usà dragamines i tripulacions alemanyes entre juny de 1945 i gener de 1948, organitzats a l'Administració de Neteja de Mines Alemanya (German Mine Sweeping Administration - GMSA), formada per 27.000 antics membres de la Kriegsmarine i uns 300 vaixells.
Els destructors i el creuer Nürnberg (rebatejat Admiral Makarov) van ser retirats a la fi de la dècada de 1950, però cinc destructors d'escorta van ser retornats pels francesos a la nova marina de l'Alemanya Occidental durant la dècada de 1950, i tres submarins tipus XXI i XXIII enfonsats van ser reflotats per l'Alemanya Occidental i integrats a la nova marina. El 1956, amb l'ingrés de l'Alemanya Occidental a l'OTAN, es creà oficialment la nova marina, batejada com a Bundesmarine (Marina Federal). Alguns comandants de la Kriegsmarine, com Erich Topp i Otto Kretschmer, serviren a la nova Bundesmarine. A l'Alemanya Oriental, la Volksmarine (Marina del Poble) va ser creada poc després de la guerra. Amb la reunificació alemanya el 1990, es decidí que s'usaria el nom Deutsche Marine (Marina Alemanya).

### Participació de la Kriegsmarine en atrocitats en temps de guerra i en l'Holocaust

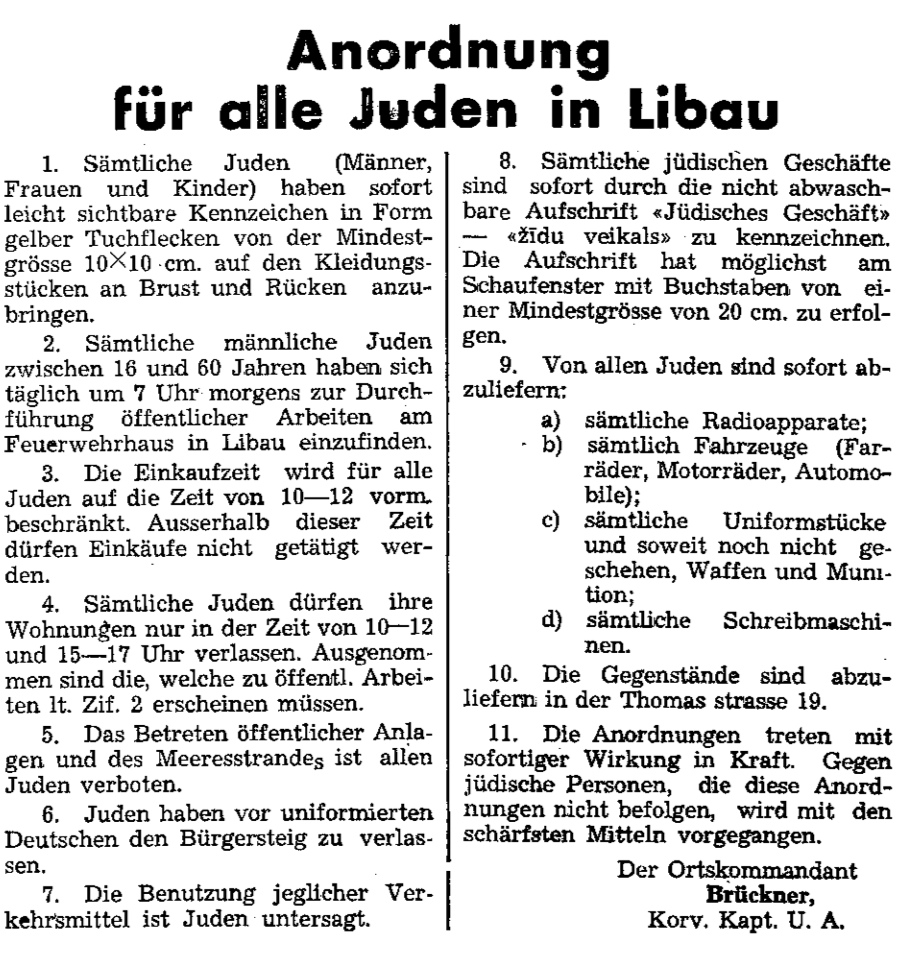
Mesures antijueves ordenades pel comandant naval alemany a Liepāja, 5 de juliol de 1941

La Kriegsmarine també va estar involucrada durant la guerra en atrocitats i en l'Holocaust. Un exemple notable són les massacres de Liepāja (Letònia), on jueus, gitanos, comunistes, malalts mentals i els anomenats "ostatges" van ser assassinats en massa. Uns 5.000 dels 5.700 jueus de Liepāja van ser afusellats, la majoria d'ells el 1941.
Com a base naval, Liepāja va quedar sota el comandament de la Kriegsmarine. El Korvettenkapitän Stein va ser nomenat comandant de la ciutat. L'1 de juliol de 1941, Stein ordenà que s'afusellarien 10 ostatges per cada acció de sabotatge, i posaria als civils sota el punt de mira declarant que soldats de l'Exèrcit Roig s'amagaven entre ells vestits de civil. Aquest va ser el primer avís a Letònia d'una amenaça d'afusellar ostatges. El 5 de juliol, el Korvettenkapitan Brückner, que substituí a Stein, publicà al diari local Kurzemes Vārds. una normativa antijueva:
- tots els jueus han de lluir l'estrella groga al davant i al darrere de la seva roba
- les hores en què els jueus poden comprar són de les 10:00 a les 12:00. Els jueus se'ls permet a sortir de les seves residències només en aquestes hores i de 15:00 a 17:00
- els jueus no podran assistir a actes públics, ni podran fer servir el transport ni podran caminar per la platja
- els jueus hauran de retirar-se al costat si es troben amb un alemany uniformat
- les botigues jueves hauran de lluir un cartell a la finestra que digui "Negoci regentat per jueus"
- els jueus hauran de lliurar totes les ràdios, màquines d'escriure, uniformes, armes i mitjans de transport.

Durant el mes de juliol es realitzaren diversos afusellaments de jueus, comunistes i ostatges, iniciant-se el 5 de juliol. El 16 de juliol, el Fregattenkapitän Dr. Hans Kawelmacher va ser nomenat comandant naval alemany a Liepāja. El 22 de juliol, Kawelmacher envià un telegrama al Comandament del Bàltic a Kiel, on reclamava que s'enviessin a Liepāja a 100 SS i 50 Schutzpolizei per a una "ràpida solució del problema jueu". Kawelmacher esperava accelerar les morts car "amb el personal de les SS present, hauria trigat un any, la qual cosa és insostenible per la pacificació de Liepāja Les detencions dels homes jueus començaren immediatament, i continuaren durant el 25 de juliol
Els afusellaments continuaren fins al desembre, assassinant-se també gitanos.

## Flota de la Kriegsmarine
Quan esclatà la II Guerra Mundial, la major part de les naus de la Kriegsmarine eren vaixells moderns: ràpids, ben armats i ben blindats. Això s'havia assolit gràcies al camuflatge, però també en burlar-se deliberadament dels termes de pau de la I Guerra Mundial i dels diversos tractats navals. Però malgrat això, quan la guerra començà la Kriegsmarine encara patia un gran desavantatge en termes de mida amb els que s'esperava que serien els seus principals adversaris (les marines francesa i britànica. Tot i que el gran rearmament de la marina (el Pla Z) estava planejat i als seus inicis, l'esclat del conflicte el 1939 comportà que grans quantitats de material requerit pel projecte van ser destinats a altres àrees. La disparitat de mida comparades amb altres marines europees comportà que el comandant en cap de la Kriegsmarine, el Großadmiral Erich Raeder, escrivís sobre la seva pròpia arma en començar la guerra "La flota de superfície no pot fer més que mostrar que sap com morir amb valentia." Diversos vaixells capturats dels països ocupats van ser afegits a la flota alemanya a mesura que la guerra progressava.

### Portaavions
El 1936 s'inicià la construcció del Graf Zeppelin, amb un vaixell germà sense nom començat el 1938, però no es completaren. El 1942 es començà la conversió a portaavions auxiliars a partir de 3 vaixells de passatgers i dos creuers inacabats (el creuer lleuger francès De Grasse i el Seydlitz; però el 1943 les tasques de conversió s'aturaren per la mancança de materials i la situació militar estava cada cop més deteriorada.
Tota l'enginyeria relativa als portaavions com catapultes, frens, etc., van ser provades i desenvolupades a Erprobungsstelle See Travemünde (Planta Experimental de Travemünde), inclosos els avions Fieseler Fi 167, un biplà torpediner i bombarder de reconeixement; així com versions modificades del caça Messerschmitt Bf 109 i del bombarder en picat Junkers Ju 87. Amb la cancel·lació de la construcció de portaavions també es cancel·laren les comandes pels Fieseler Fi 167.

### Cuirassats

Vista radial del Bismarck.

La Kriegsmarine completà quatre cuirassats. La primera parella eren els classe Scharnhorst (el Scharnhorst i el Gneisenau), dotats de canons d'onze polzades i que van participar en la invasió de Noruega de 1940. Posteriorment, van dedicar-se a atacar les rutes comercials fins que el Gneisenau va quedar molt malmès el 1942 després d'un atac aeri britànic i el Scharnhorst va ser enfonsat a la batalla del Cap Nord a la fi de l'any 1943.
La segona parella de cuirassats van ser els de la classe Bismarck (el Bismarck i el Tirpitz), dotats de canons de quinze polzades. El Bismarck va ser enfonsat durant la primera sortida a l'Atlàntic el 1941 (operació Rheinübung), mentre que el Tirpitz va passar la major part de la guerra en ports noruecs, lligant les forces navals aliades davant l'amenaça potencial que representava, i sotmès a diversos atacs aeris i submarins britànics.
Es va planejar la construcció de més cuirassats (la classe H); però al setembre de 1939 se n'abandonà la construcció.

### Cuirassats de butxaca (Panzerschiffe)
Els cuirassats de butxaca van ser el Deutschland (posteriorment rebatejat Lützow), l'Admiral Scheer i l'Admiral Graf Spee. Alguns els han classificat com a creuers pesants; de fet, la mateixa Kriegsmarine els qualificava de schwere Kreuzer. Però els alemanys els qualificaren tècnicament com a vaixells cuirassats (Panzerschiffe) (el terme cuirassat de butxaca és una etiqueta anglesa).
El Graf Spee va ser dinamitat per la seva pròpia tripulació a la batalla del Riu de la Plata al desembre de 1939. L'Admiral Scheer va ser bombardejat el 9 d'abril de 1945 al port de Kiel, i va quedar molt malmès fins al punt que ja no es va reparar. Després de la guerra aquella part del port va omplir-se de runa i el casc del vaixell va quedar enterrat. El Lützow va ser bombardejat el 16 d'abril de 1945 al Bàltic davant Schwinemünde, a l'oest de Stettin, i enfonsat. Davant l'avanç soviètic per l'Oder, el vaixell va ser destruït per tal que els soviètics no poguessin capturar res de servei. Les restes van ser desmantellades entre 1948 i 1949.

### Cuirassats pre-dreadnought
Els cuirassats pre-dreadnought de l'època de la I Guerra Mundial Schlesien i Schleswig-Holstein s'utilitzaven principalment com a naus d'entrenament, encara que també participaren en diverses operacions militars. El Hannover va ser decomissat el 1931 i retirat del registre naval el 1936. Es van fer plans per a convertir-lo en un vaixell objectiu a ràdio-control per l'aviació, però el projecte no va dur-se a terme arran de l'esclat de la guerra.

### Creuers de batalla
El 1939 s'encarregaren tres creuers de batalla classe O, però amb l'esclat de la guerra aquell mateix any no hi va haver recursos per construir-los.

### Creuers pesats

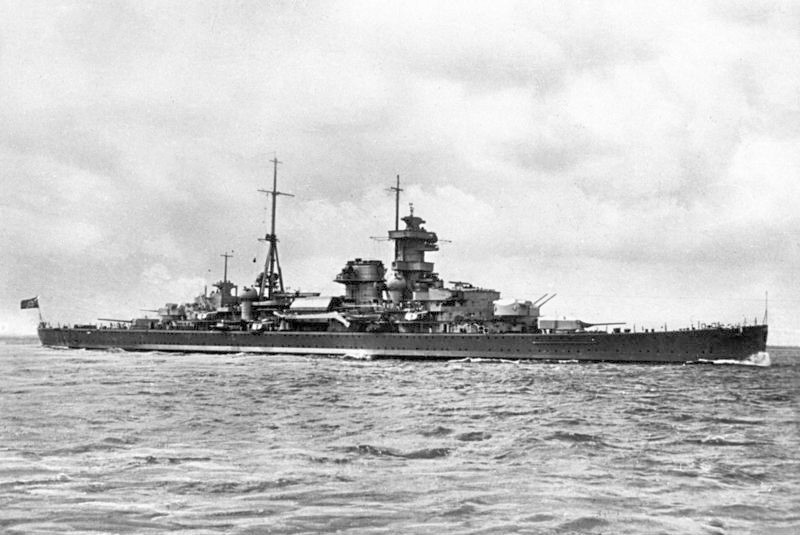
L'Admiral Hipper.

Se'n van construir tres: l'Admiral Hipper, el Blücher i el Prinz Eugen. Dos més mai no es van completar: el Seydlitz i el Lützow.

### Creuers lleugers
El terme creuer lleuger és un escurçament de l'expressió creuer cuirassat lleuger. Els creuers lleugers van definir-se al Tractat Naval de Washington pel calibre dels seus canons. Es descriu com un vaixell petit armat igual que un creuer cuirassat; en altres termes, igual que els creuers ordinaris, els creuers lleugers tenien una cuirassa i un pont cuirassat. La Kriegsmarine tenia els següents:
- Emden
- Königsberg
- Karlsruhe
- Köln
- Leipzig
- Nürnberg

Hi havia previstos tres creuers de classe M, que mai no es van completar. El 1940 hom va capturar els KH-1 i KH-2 als Països Baixos. Van continuar la construcció però mai no es van acabar. A més, el Niobe de l'antiga Kaiserliche Marine va ser capturat pels alemanys l'11 de setembre de 1943 després de la capitulació italiana, en servei de la Kriegsmarine un breu temps abans de ser destruït pels MTB britànics.

### Creuers auxiliars
Durant el transcurs de la guerra, alguns vaixells mercants van ser convertits en creuers auxiliars i 9 d'ells van ser destinats a corsaris de comerç, navegant sota bandera falsa per evitar ser detectats i operant en tots els oceans (en particular a l'Índic i al Pacífic) amb un efecte considerable. La designació alemanya era Handelstörkreuzer, i van assignar-se la sèrie HSK. A més, cadascun tenia una etiqueta administrativa més habitualment usada, per exemple Schiff 16 = Atlantis, Schiff 41 = Kormoran, etc. Els creuers auxiliars van ser:
- Orion (HSK-1, Schiff 36)
- Atlantis (HSK-2, Schiff 16)
- Widder (HSK-3, Schiff 21)
- Thor (HSK-4, Schiff 10)
- Pinguin (HSK-5, Schiff 33)
- Stier (HSK-6, Schiff 23)
- Komet (HSK-7, Schiff 45)
- Kormoran (HSK-8, Schiff 41)
- Michel (HSK-9, Schiff 28)
- Coronel (codi HSK no assignat, Schiff 14, no va participar en operacions de cors.)
- Hansa (codi HSK no assignat, Schiff 5, no va participar en operacions de cors, usat com a nau d'entrenament)[27]

### Destructors
Tot i que la flota de destructors (Zerstörer) era moderna i els vaixells eren majors que els destructors convencionals d'altres marines, aquests tenien problemes. Els primers tipus eren inestables, especialment amb mal temps; patien problemes de motor i no tenien un gran radi d'operacions. Alguns d'aquests problemes van solucionar-se amb els dissenys posteriors, però les posteriors millores van retallar-se amb el transcurs de la guerra. Durant el primer any de la II Guerra Mundial, van ser emprats per sembrar camps de mines davant les costes britàniques.

#### Transports de tropes
Cap Arcona, Goya, Steuben, Wilhelm Gustloff.

#### Miscel·lània
- Torre de la marina
- Minadors, dragamines, canoneres, Schnellboots i vaixells vigia.
- Torpediners

### Submarins (U-boot)

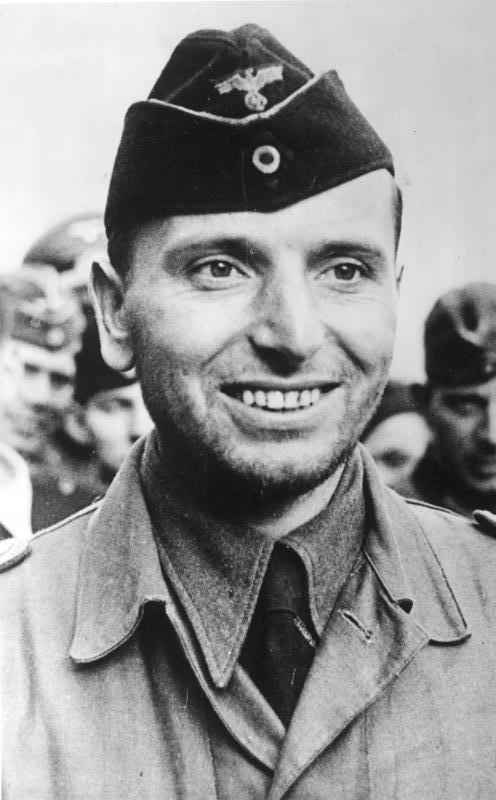
El Fregattenkapitän Otto Kretschmer, màxim as dels submarins alemanys

En el moment en què s'iniciaren les hostilitats, la Kriegsmarine tenia una relativament petita flota d'U-boots, amb només 57. Aquesta s'incrementà especialment després que Adolf Hitler perdés la paciència amb els grans vaixells de superfície. És argumentable que, si s'haguessin disposat més recursos pels submarins abans, els britànics no haurien pogut defensar els seus combois prou veloçment per a evitar la derrota. De fet, després d'un any de guerra, la producció de nous vaixells només equiparava les baixes.
Els tipus principals eren el Tipus IX, de gran radi d'acció usat a l'Atlàntic sud i oest, a l'Índic i al Pacífic; i el Tipus VII, el més nombrós, emprat principalment a l'Atlàntic nord. El Tipus X era una classe menor de minador i el Tipus XIV era un tipus especialitzat per ajudar les operacions distants dels submarins (els "Milchkuh" (Milkcow).
Els Tipus XXI i el Tipus XXIII, el "Elektroboot", hauria superat gran part de les tàctiques i tecnologies anti-submarines aliades, però no van ser desplegats en quantitats suficients. En la postguerra es convertirien en els prototipus dels submarins moderns, particularment el classe W soviètica.
Durant la II Guerra Mundial gairebé el 60% dels submarins van perdre's en acció; 28.000 dels 40.000 tripulants dels U-boot van morir durant la guerra, i 8.000 van ser capturats. La resta van rendir-se als Aliats o van ser enfonsats per les seves pròpies tripulacions al final de la guerra.
| Màxims Asos dels U-Boot de la Segona Guerra Mundial                                  | Màxims Asos dels U-Boot de la Segona Guerra Mundial |
| ------------------------------------------------------------------------------------ | --------------------------------------------------- |
| 274.333 tones (47 vaixells)                                                          | Otto Kretschmer                                     |
| 225.712 tones (43 vaixells)                                                          | Wolfgang Lüth                                       |
| 193.684 tones (34 vaixells)                                                          | Erich Topp                                          |
| 186.064 tones (29 vaixells)                                                          | Karl-Friedrich Merten                               |
| 171.164 tones (34 vaixells)                                                          | Viktor Schütze                                      |
| 171.122 tones (26 vaixells)                                                          | Herbert Schultze                                    |
| 167.601 tones (28 vaixells)                                                          | Georg Lassen                                        |
| 166.596 tones (22 vaixells)                                                          | Heinrich Lehmann-Willenbrock                        |
| 162.333 tones (30 vaixells)                                                          | Heinrich Liebe                                      |
| 160.939 tones (28 vaixells), a més del cuirassat britànic HMS Royal Oak a Scapa Flow | Günther Prien                                       |

## Vaixells capturats
Les campanyes militars a Europa van comportar que es capturessin diversos vaixells, molts dels quals encara en construcció. Això succeí a la Unió Soviètica, Noruega, els Països Baixos, França, Itàlia (després de l'armistici), Iugoslàvia i Grècia. Pocs d'aquests vaixells capturats es completaren; sinó que la majoria s'abandonaren o es desballestaren.
Per tal d'evitar que la flota francesa caigués en mans alemanyes, els britànics van destruir-la a Mers el-Kebir el 3 de juliol de 1940.

## Principals vaixells de guerra enfonsats per la Kriegsmarine

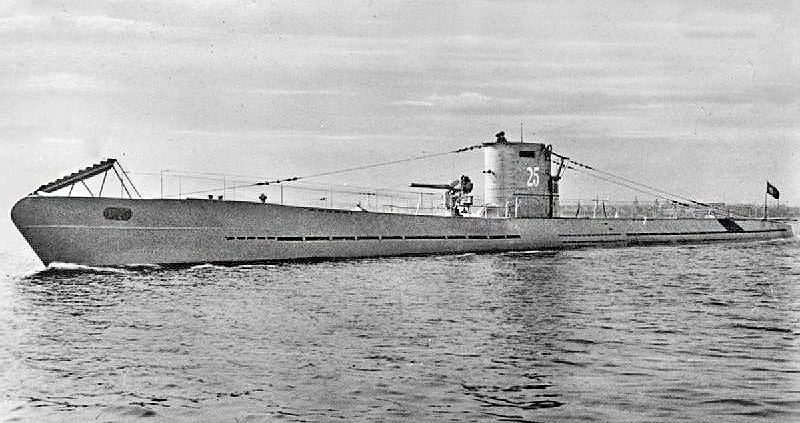
El U-25.

| Vaixells               |                     |                        |                                                            |
| Vaixell                | Tipus               | Data                   | Acció                                                      |
| HMS Royal Oak (GB)     | Cuirassat           | 14 d'octubre de 1939   | torpedinat pel submarí U-47 mentre estava a port           |
| HMS Hood (GB)          | Creuer de batalla   | 24 de maig de 1941     | enfonsat pel cuirassat Bismarck                            |
| HMS Barham (GB)        | Cuirassat           | 25 de novembre de 1941 | torpedinat pel submarí U-331                               |
| HMS Courageous (GB)    | portaavions         | 17 de setembre de 1939 | torpedinat pel submarí U-29 mentre que escortava un comboi |
| HMS Glorious (GB)      | portaavions         | 8 de juny de 1940      | enfonsat pels creuers Gneisenau i Scharnhorst              |
| HMS Ark Royal (GB)     | portaavions         | 14 de novembre de 1941 | torpedinat pel submarí U-81                                |
| HMS Audacity (GB)      | portaavions escorta | 21 de desembre de 1941 | torpedinat pel submarí U-751                               |
| HMS Eagle (GB)         | portaavions         | 11 d'agost de 1942     | torpedinat pel submarí U-73                                |
| HMS Avenger (GB)       | portaavions escorta | 15 de novembre de 1942 | torpedinat pel submarí U-155                               |
| USS Block Island (EUA) | portaavions escorta | 29 de maig de 1944     | torpedinat pel submarí U-549                               |

## Uniformes

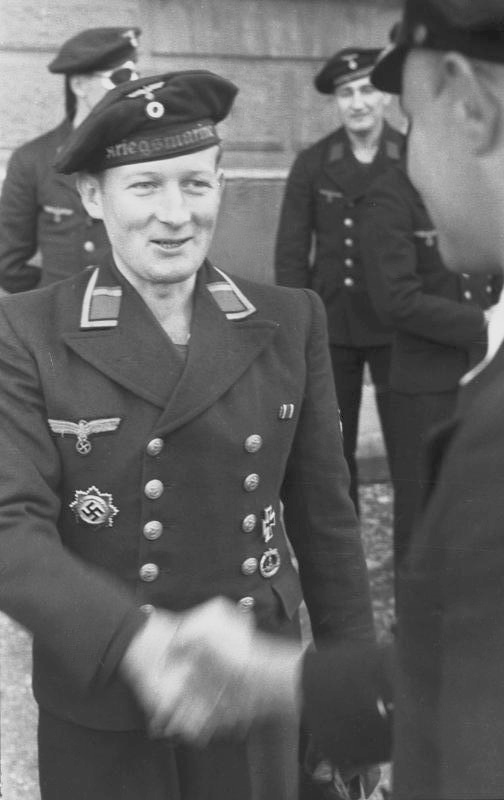
Mariner en uniforme de passeig

La Kriegsmarine ja existia abans de l'Alemanya Nazi. El disseny dels seus uniformes seguí el que ja existia a la Reichmarine, que alhora es basava en el de la Kaiserliche Marine. L'estil dels uniformes i dels galons tenia un disseny molt comú amb els de la resta de marines europees, els quals derivaven de la Royal Navy britànica del segle xix.
Van ser diversos els uniformes lluïts per la Kriegsmarine; els principals van ser:
| Alemany                    | Català                       |
| -------------------------- | ---------------------------- |
| Dienstanzug                | Uniforme de servei           |
| kleiner Dienstanzug        | Uniforme de servei curt      |
| Ausgehanzug                | Uniforme de passeig          |
| Sportanzug                 | Uniforme d'esport            |
| Tropen-und Sommeranzug     | Uniforme tropical i d'estiu  |
| große Uniform              | Uniforme de Parada           |
| kleiner Gesellschaftsanzug | Uniforme de Partit           |
| großer Gesellschaftsanzug  | Uniforme de Parada de Partit |

## Rangs de la Kriegsmarine

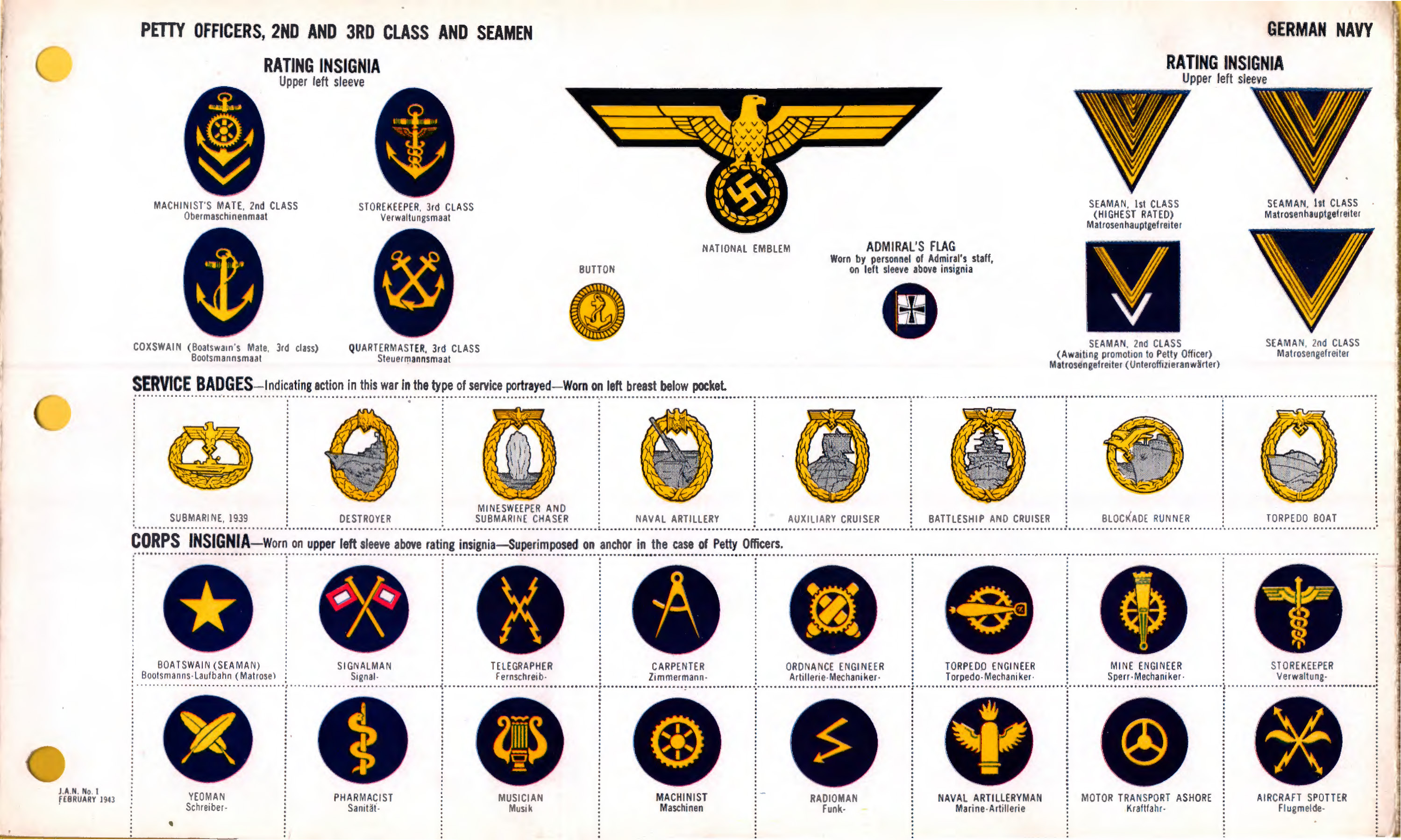
Condecoracions i insígnies d'especialitat de la Kriegsmarine

### Estructura bàsica
L'estructura bàsica dels uniformes de la Kriegsmarine estava dividida en 5 categories de personal:
- Matrose: Personal de tropa, que habitualment servia durant un breu període.
- Maat: Especialistes tècnics, l'equivalent als contramestres.
- Feldwebel: Sergents, a vegades se'ls anomenava o, literalment, "sergent mariner".
- Marine Offizier: Oficials navals
- Admiral: Oficials de bandera

### Contramestres i mariners
Els contramestres i mariners empraven un sistema de rangs semblant al de la resta de marines europees contemporànies, així com els títols de rang habituals. Els mariners bàsics eren coneguts com a Matrose, mentre que els especialistes tècnics rebien el títol de Maats. Les insígnies de rang en forma oval situada a la part superior de la màniga indicaven l'especialitat particular del mariner en qüestió.
El sistema d'allistament de la Kriegsmarine estava dissenyat de manera que es distingís entre aquells que volien fer carrera a la Marina i aquells que simplement realitzaven el seu servei militar. Aquells que eren soldats de lleva o que no tenien aspiracions d'esdevenir contramestres, arribaven a Matrosengefreiter (literalment "caporals del mar"). Existien graus especials pels 6 i els 8 anys de servei, indicats pels galons de màniga.

### Almiralls i oficials
|                     | Admirals       | Admirals    | Admirals      | Admirals      | Admirals  | Admirals        | Marine Offiziers | Marine Offiziers | Marine Offiziers | Marine Offiziers     | Marine Offiziers  | Marine Offiziers     | Kadettenoffiziere | Kadettenoffiziere |
| ------------------- | -------------- | ----------- | ------------- | ------------- | --------- | --------------- | ---------------- | ---------------- | ---------------- | -------------------- | ----------------- | -------------------- | ----------------- | ----------------- |
| Insígnia de màniga  |                |             |               |               |           |                 |                  |                  |                  |                      |                   |                      |                   |                   |
| Großadmiral         | Generaladmiral | Vizeadmiral | Konteradmiral | Kommodore     |           | Kapitän zur See | Fregattenkapitän | Korvettenkapitän | Kapitänleutnant  | Oberleutnant zur See | Leutenant zur See | Leutenant zur See    | Leutenant zur See |                   |
| Insígnia d'espatlla |                |             |               |               |           |                 |                  |                  |                  |                      |                   |                      |                   |                   |
| Großadmiral         | Generaladmiral | Admiral     | Vizeadmiral   | Konteradmiral | Kommodore | Kapitän zur See | Fregattenkapitän | Korvettenkapitän | Kapitänleutnant  | Oberleutnant zur See | Leutnant zur See  | Oberfähnrich zur See | Fähnrich zur See  |                   |

### Sotsoficials i marineria
|                            | Feldwebels                                                  | Feldwebels                                  | Feldwebels                             | Feldwebels                               | Maats                                    | Maats                               | Matroses                                                         | Matroses                                                        | Matroses                                                  | Matroses                                              | Matroses                                   | Matroses               |  |
| -------------------------- | ----------------------------------------------------------- | ------------------------------------------- | -------------------------------------- | ---------------------------------------- | ---------------------------------------- | ----------------------------------- | ---------------------------------------------------------------- | --------------------------------------------------------------- | --------------------------------------------------------- | ----------------------------------------------------- | ------------------------------------------ | ---------------------- |  |
| Pavelló de la Kriegsmarine |                                                             |                                             |                                        |                                          |                                          |                                     |                                                                  |                                                                 |                                                           |                                                       |                                            |                        |  |
| Stabsoberbootsmann         | Oberbootsmann                                               | Stabsbootsmann                              | Bootsmann                              | Obermaat                                 | Maat                                     | Matrosen- obersatbsgefreiter        | Matrosen- stabsgefreiter                                         | Matrosen- hauptgefreiter                                        | Matrosen- obergefreiter                                   | Matrosen- gefreiter                                   | Matrose                                    |                        |  |
|                            | Stabs- oberbootsmann (Master Sergeant/ First Sergeant OR-8) | Ober- bootsmann (Sergeant First Class OR-7) | Stabs- bootsmann (Staff Sergeant OR-6) | Bootsmann (Petty officer 1sr class OR-5) | Obermaat (Petty officer 2nd class OPR-5) | Maat (Petty officer 3rd class OR-5) | Matrosen- obersatbsgefreiter (Caporal Primer Major Mariner OR-4) | Matrosen- stabsgefreiter (Caporal Principal Major Mariner OR-3) | Matrosen- hauptgefreiter (Caporal Principal Mariner OR-2) | Matrosen- obergefreiter (Caporal Primer Mariner OR-1) | Matrosen- gefreiter (Caporal Mariner OR-1) | Matrose (Mariner OR-1) |  |

## Insígnies de guerra de la Kriegsmarine
|                                                                  |                                                                            |                                                                                   |                                                                  |                                                            |                                                                      |
| Insígnia de la Flota de Guerra d'Alta Mar Flottenkriegsabzeichen | Insígnia de Guerra dels Destructors Zerstörerkriegsabzeichen               | Insígnia dels Dragamines Kriegsabzeichen für Minensuch                            | Insígnia dels Vaixells de Bloqueig Abzeichen für Blockadebrecher | Insígnia de les Llanxes Ràpides Schnellbootkriegsabzeichen | Insígnia de la citació d'honor Ehrentafel der Deutschen Kriegsmarine |
|                                                                  |                                                                            |                                                                                   |                                                                  |                                                            |                                                                      |
| Insígnia de Guerra dels Submarins U-Boot-Kriegsabzeichen         | Insígnia dels Creuers Auxiliars de Guerra Kriegsabzeichen für Hilfskreuzer | Insígnia de l'Artilleria Naval Costanera Kriegsabzeichen für die Marineartillerie | Passador de Combat de Submarins U-Boot-Frontspange               | Passador Frontal Naval Marine-Frontspange                  |                                                                      |

## Banderes de la Kriegsmarine

Comandant en Cap de la Kriegsmarine (Oberbefehlshaber der Kriegsmarine (1935-1939))
Comandant en Cap de la Kriegsmarine (Grossadmiral (1943-1945))
Bandera del (Admiralinspekteur der Kriegsmarine)
Oberbefehlshaber der Kreigsmarine nicht Grossadmiral
Generaladmiral
Admirall
Vizeadmiral
Konteradmiral
Kommodore
Unitats terrestres i casernes de la Kriegsmarine (Marineflagge)
Unitats terrestres i casernes de la Kriegsmarine (Marineflagge revers)